# Рафаель Каденас
Рафаель Каденас (народився 8 квітня 1930 року в Баркісімето) — венесуельський поет і есеїст.
Каденас опублікував свою першу книгу поезії, Cantos iniciales, у 1946 році. Після військового перевороту Маркоса Переса Хіменеса він перебував у вигнанні в Тринідаді з 1952 по 1956 рік. Отриманий там досвід знайшов відображення в його книгах «Una Isla» і «Los cuadernos del destierro» в 1958 і 1960 роках.

## Біографія
У наступні роки, крім томів поезії, було опубліковано кілька нарисів про літературу. У 1985 році він був нагороджений Premio Nacional de Literatura. У 1992 році він отримав нагороду Premio Pérez Bonalde. У 2007 році брав участь у 4-му фестивалі латиноамериканської поезії у Відні. У 2009 році він отримав мексиканську премію Хуана Рульфо. У 2015 році він отримав премію імені Гарсіа Лорки. Далі послідували премія королеви Софії у 2018 році та премія Сервантеса у 2022 році.
Каденас був комуністом у молодості. Проте роками він дистанціювався від цієї ідеології. У 2020 році він заявив газеті El País, що «проблема будь-якої ідеології полягає в тому, що вона вже зроблена, що ускладнює вільне мислення». Уряд Ніколаса Мадуро утримався від привітань Каденаса з здобуттям премії Сервантеса. Каденас тоді заявив: "Я не отримував привітань і не очікую їх. Я не згоден з режимом, але й не беру участі в політиці.

## Вибрані твори

### Поезія
- Cantos iniciales (1946)
- Una isla (1958)
- Los cuadernos del destierro (1960 i 2001)
- Falsas maniobras (1966)
- Intemperie (1977)
- Memorial (1977) (двомовне видання іспанською та англійською мовами) (2007)
- Amante (1983). Amante (2002). Amant (2004), переклад на французьку мову «Amante». Lover (2004, 2009) двомовне видання
- Dichos (1992)
- Gestiones (1992). Premio Internacional Juan Antonio Pérez Bonalde
- En torno a Basho y otros asuntos (Pre-Textos, 2016)
- Contestaciones (Visor Libros, 2018)

### Антології
- Antología (1958—1993) (1996 і 1999)
- Poemas selectos (2004, 2006 і 2009)
- El taller de al lado (2005).

### Нариси
- Literatura y vida (1972)
- Apuntes sobre San Juan de la Cruz y la mística (1977 і 1995)
- Realidad y literatura (1979)
- La barbarie civilizada (1981)
- Anotaciones (1983)
- Reflexiones sobre la ciudad moderna (1983)
- En torno al lenguaje (1985)
- Sobre la enseñanza de la literatura en la Educación Media (1998)